# Revista de la Academia Colombiana de Ciencias Exactas, Físicas y Naturales
Revista de la Academia Colombiana de Ciencias Exactas, Físicas y Naturales (abreviado Revista Acad. Colomb. Ci. Exact.) es una revista científica colombiana que comenzó a publicarse en 1936.
Esta Revista se publica trimestralmente y da a conocer artículos inéditos de investigación científica. La Revista publica artículos en las áreas de:
- Ciencias físicas (como física y matemáticas)
- Ciencias naturales (como biología, botánica, zoología, ecología y química)
- Ciencias de la tierra (como geología y medio ambiente)
- Ciencias humanas (como filosofía, psicología, antropología y sociología)
- Ciencias biomédicas y ciencias químicas.[3]

La revista usa el sistema Open Journal Systems, administrado por Biteca.